# Mohammed Aoulad
Mohammed Aoulad (sinh ngày 29 tháng 8 năm 1991) là một cầu thủ bóng đá người Bỉ thi đấu ở vị trí tiền vệ chạy cánh cho Wydad Casablanca.

## Sự nghiệp câu lạc bộ
Aoulad ra mắt cho Westerlo ngày 26 tháng 7 năm 2014 trước Lokeren trong trận thắng 1-0 trên sân nhà. Maxime Annys ghi bàn thắng duy nhất của trận đấu. Trước đó, anh thi đấu cho FC Brussels, Sporting Charleroi, Waasland-Beveren và Sint-Truiden.